# Henckelia gardneri
Henckelia gardneri är en tvåhjärtbladig växtart som beskrevs av Brian Laurence Burtt. Henckelia gardneri ingår i släktet Henckelia och familjen Gesneriaceae. Inga underarter finns listade i Catalogue of Life.